# وارن اینگرسول
وارن اینگرسول (انگلیسی: Warren Ingersoll; ۲۲ مارس ۱۹۰۸ – ۶ سپتامبر ۱۹۹۵) ورزشکار هاکی روی چمن اهل ایالات متحده آمریکا بود.